# Saint-Fraimbault
Saint-Fraimbault är en kommun i departementet Orne i regionen Normandie i nordvästra Frankrike. Kommunen ligger i kantonen Passais som tillhör arrondissementet Alençon. År 2022 hade Saint-Fraimbault 542 invånare.

## Befolkningsutveckling
Antalet invånare i kommunen Saint-Fraimbault
| Referens: INSEE |